# De repente, los Gómez
De repente, los Gómez es una serie española, producida por Sony Producciones para Telecinco, emitida en octubre de 2009 y trasladada a Factoría de Ficción tras la emisión de sólo dos capítulos debido a un bajo índice de audiencia.

## Sinopsis
Alicia Borrachero y Gustavo Salmerón interpretan a Concha y Felipe, el matrimonio Tamayo, padres de cuatro hijos: Álex (Álvaro Monje), Cris (Adriana Torrebejano) y los mellizos Lucas (Iñigo Navares) y Luichi (Carlos Sampedro). Viven en un barrio popular en las afueras de una gran ciudad y aparentemente son una familia normal, aunque en realidad ocultan un secreto relativo a su fuente de financiación: sus ingresos provienen de pequeños hurtos, engaños y timos de poca cuantía.
En una jornada de "trabajo" rutinaria, Felipe y Álex son testigos de un hecho que cambia las vidas de todos los miembros de la familia: un asesinato perpetrado por el hijo de una peligrosa familia de narcotraficantes. La policía obliga a ambos a colaborar en la identificación del criminal, por lo que deben acogerse a un plan de protección de testigos para preservar la seguridad de toda la familia. A partir de ese momento, los Tamayo asumen una nueva identidad y se convierten, de repente, en los Gómez.
La familia se traslada a vivir a una elegante zona residencial. Pese al temor inicial, comienzan a sentirse seguros en su nuevo "hogar": cuentan con más comodidades de las que nunca esperaron disfrutar y, además, todo les sale gratis.
No obstante, los problemas no tardan en aparecer: el juicio se celebra y una vez que el acusado es declarado culpable, el sistema de protección de testigos pasa al segundo estado, con lo que la policía deja de hacerse cargo de los gastos de la familia y del grueso de su protección. Pueden permanecer en la casa y conservar las nuevas identidades, pero si quieren mantener el nivel de vida -algo que deben hacer para no llamar la atención- deberán correr ellos con todos los gastos.
Ante esta situación, Felipe se da cuenta de que su familia corre peligro de muerte porque la mafia les persigue y ya no puede confiar en la policía, por eso traza un plan a partir de este momento que sólo él conoce: conservar el puesto de trabajo que le ha buscado la policía en una inmobiliaria como tapadera y volver a cometer delitos menores para conseguir dinero con el que financiar la huida de todos a un lugar seguro.

## Capítulos y audiencias
| Capítulo                                                                                | Nombre                      | Fecha de emisión | Espectadores | Share |
| --------------------------------------------------------------------------------------- | --------------------------- | ---------------- | ------------ | ----- |
| PRIMERA TEMPORADA (CAPÍTULOS ESTRENADOS EN TELECINCO)                                   |                             |                  |              |       |
| 1                                                                                       | Testigos protegidos         | 14/10/2009       | 2.272.000    | 12,0% |
| 2                                                                                       | Y la vida sigue...          | 21/10/2009       | 1.675.000    | 9,2%  |
| CAPÍTULOS ESTRENADOS EN FDF (MARTES 22:20) TRAS LA CANCELACIÓN DE LA SERIE EN TELECINCO |                             |                  |              |       |
| 3                                                                                       | Cuenta conmigo              | 11/11/2009       |              |       |
| 4                                                                                       | Falsas apariencias          | 18/11/2009       |              |       |
| 5                                                                                       | Adivina quién viene a comer | 25/11/2009       |              |       |
| 6                                                                                       | El poder de la mente        | 01/12/2009       |              |       |
| 7                                                                                       | Mal de amores               | 08/12/2009       |              |       |
| 8                                                                                       | Revelaciones                | 15/12/2009       |              |       |
| 9                                                                                       | Verdades arriesgadas        | 22/12/2009       |              |       |
| 10                                                                                      | Confianza                   | 29/12/2009       |              |       |
| 11                                                                                      | Algo que contar             | 05/01/2010       |              |       |